# Мафунзо
Мафунзо — професіональний занзібарський футбольний клуб.

## Історія
Команда виступає в Прем'єр-лізі Занібару. Тричі ставав переможцем національного чемпіонату. Крім того, тричі брав участь в континентальних турнірах, але жодного разу так і не зміг вийти до наступного раунду.

## Досягнення
- Прем'єр-ліга Занзібару
  -  Чемпіон (3): 2009, 2011, 2015

- Кубок Мапіндузі
  -  Володар (1): 2005

## Статистика виступів у континентальних турнірах
| Сезон | Турнір             | Раунд      | Клуб            | Вдома | На виїзді | Загалом |
| ----- | ------------------ | ---------- | --------------- | ----- | --------- | ------- |
| 2010  | Ліга чемпіонів КАФ | Попередній | Ганнерс         | 1-2   | 0-4       | 1-6     |
| 2012  | Ліга чемпіонів КАФ | Попередній | Ліга Мусульмана | 0-3   | 0-2       | 0-5     |
| 2015  | Ліга чемпіонів КАФ | Попередній | Віта            | 0-3   | 0-1       | 0-4     |